# Nizjne-Teriberskaja kraftverk
Nizjne-Teriberskaja kraftverk (ryska: Нижне-Териберская ГЭС) är ett ryskt vattenkraftverk som dämmer upp floden Teriberka uppströms byn Teriberka i Murmansk oblast, Ryssland.
Kraftverket invigdes 1987. Det ägs och drivs av det ryska energiföretaget TGK-1, ett dotterbolag till Kolskenergo (Kola energi).
Nizjne-Teriberskaja kraftverk utnyttjar ett fall på 21,4 meter i älven. Det har en Kaplanturbin med en installerad effekt av totalt 26,5 MW.